# 청도 운문사 비로자나삼신불회도
청도 운문사 비로자나삼신불회도(淸道 雲門寺 毘盧遮那三身佛會圖)는 대한민국 경상북도 청도군 운문사 보광명전에 있는 조선시대의 불화이다. 2009년 2월 23일 대한민국의 보물 제1613호로 지정되었다.

## 개요
운문사 보광명전에 봉안되어 있는 삼신불회도는 1755년 처일(處一)의 주도로 총 19명의 화승이 모여 제작한 불화이다. 18세기의 삼신불화는 비로자나와 석가, 노사나를 세 폭으로 나누어 그리는 3폭 형식이 유행하였지만, 이 불화는 거대한 화폭에 비로자나불과 석가모니불, 노사나불 등 삼신불을 중심으로 여러 권속들을 함께 그린 1폭 형식을 취하고 있다. 이러한 구성은 물론 1650년에 제작된 갑산 삼신불괘불탱에서 확인되지만 19세기에 이르러 본격적으로 유행한 형식이다. 특히 보살형의 노사나불은 특유의 설법인을 취하지 않고 연꽃을 들고 있는데, 이러한 연꽃을 든 노사불의 수인은 수도사 노사나괘불탱(1704년)과 통도사 노사나괘불탱(1792년) 등 괘불화에서 확인될 뿐 후불도에서 표현된 예로는 유일하다.
이 불화는 18세기 작품 중 삼신불을 한 화면에 배치하는 드문 형식의 삼신불회도로서 안정된 화면 구성과 균형 잡힌 인물표현, 적색과 녹색이 대비를 이루는 차분한 색감 등에서 18세기 불화의 높은 격조를 잘 보여준다.

## 같이 보기
- 영천 수도사 노사나불괘불탱 - 보물 제1271호
- 양산 통도사 괘불탱 - 보물 제1351호

## 참고 자료
- 청도 운문사 비로자나삼신불회도 - 국가유산청 국가유산포털